# 김지원 (CCM 가수)
김지원은 2017년 싱글 《오직 주님만》으로 데뷔한 대한민국의 가수다.

## 방송
- 가스펠스타C 6 (2016) - Top10

## 음반
- 가스펠스타C 시즌6 (2017)
- 오직 주님만 (2017)